# Biographisches Lexikon des Sozialismus
Biographische Lexikon des Sozialismus. Band I. Verstorbene Persönlichkeiten est une encyclopédie sur les personnes du mouvement ouvrier allemand par Franz Osterroth.

## Contenu
Le lexique répertorie un total de 703 biographies de "personnalités décédées [r] bien connues du mouvement socialiste [...]. ] Il s'agit de personnes qui ont émergé dans la vie intellectuelle du socialisme, dans les partis sociaux-démocrates, les syndicats libres, les coopératives, dans le sport ouvrier et dans les branches les plus diverses du mouvement culturel socialiste ». 31 de ces courtes biographies traitent de femmes. La première et unique édition est publiée en 1960 par JHW Dietz Nachf GmbH, Hanovre (de). Aucun autre volume n'est publié. Erich Ollenhauer écrit une préface (p. 5 s.) à ce livre.
Il y a 48 planches avec 552 illustrations (pour la plupart des photographies), un registre des personnes (p. 351 et suiv.), Une liste des abréviations (p. 366) et des crédits d'images (p. 368).